# Araucaria subulata
Araucaria subulata, vrsta drveta iz porodice araukarijevki. Endem je s novokaledonskog otoka Grande Terre.
Naraste do 50 metara visine